# Ballyragget
Ballyragget (in irlandese: Béal Atha Raghad) è una cittadina nella contea di Kilkenny, in Irlanda.